# Oliver Frljić
Oliver Frljič (* 31. března 1976, Travnik, Bosna a Hercegovina) je kontroverzní chorvatský divadelní režisér a scenárista. Do českého povědomí se zapsala především jeho inscenace Naše násilí a vaše násilí uvedená v rámci festivalu Divadelní svět Brno 2018 v brněnském Divadle Husa na provázku.

## Život
Narodil se v bosenském Travniku chorvatským rodičům. Do Chorvatska se přesunul po začátku občanské války. V Záhřebu vystudoval teologii a filozofii na Filozoficko-teologickém institutu Tovaryšstva Ježíšova (Filozofsko–teološkog institut Družbe Isusove, dnes součást Záhřebské univerzity) a režii na Akademii dramatického umění (Akademija dramske umjetnosti). V letech 2014 až 2016 byl uměleckým ředitelem Národního divadla Ivana pl. Zajce v Rijece (Hrvatsko narodno kazalište Ivana pl. Zajca u Rijeci).

## Tvorba
Je tvorbu tvoří zejména autorské projekty a radikální interpretace klasických her, často vyhledává kontroverzní, tabuizovaná a provokativní témata. Mezi jeho nejoceňovanější inscenace patří Turbo-folk (2008), Strah u Ulici lipa (2008), Kukavičluk (2010), Mrzim istinu! (2011), Zoran Dindić (2012) a Aleksandra Zec (2014).

## Kontroverze
Vzhledem k provokativním tématům jsou jeho inscenace často spojeny s kontroverzemi. Uvedení některých inscenací byl zakázáno v Chorvatsku, Bosně a Hercegovině, Srbsku či Polsku.
26. května 2018 byla v Brně uvedena inscenace Naše násilí a vaše násilí, která se věnuje reakcím na migrační krizi a vzbudila pobouření především svými sugestivními obrazy. Mimo jiné během představení herečka z intimních partií vytahuje českou vlajku nebo Ježíš znásilňuje muslimku. Na ředitele festivalu Divadelní svět Brno a brněnského Národního divadla Martina Glasera a na skupinu herců bylo podáno trestní oznámení. Kromě toho inscenace vyvolala protesty z řad křesťanské veřejnosti. Příslušníci politického hnutí Slušní lidé narušili konání divadelního představení. Kontroverzního přijetí se inscenaci dostalo už na její vídeňské premiéře v roce 2016.
Kontroverzní reakce způsobilo také uvedení jeho inscenace Klątwa (Prokletí) na scéně varšavského divadla Teatr Powszechny v roce 2017.